# Strandläufer

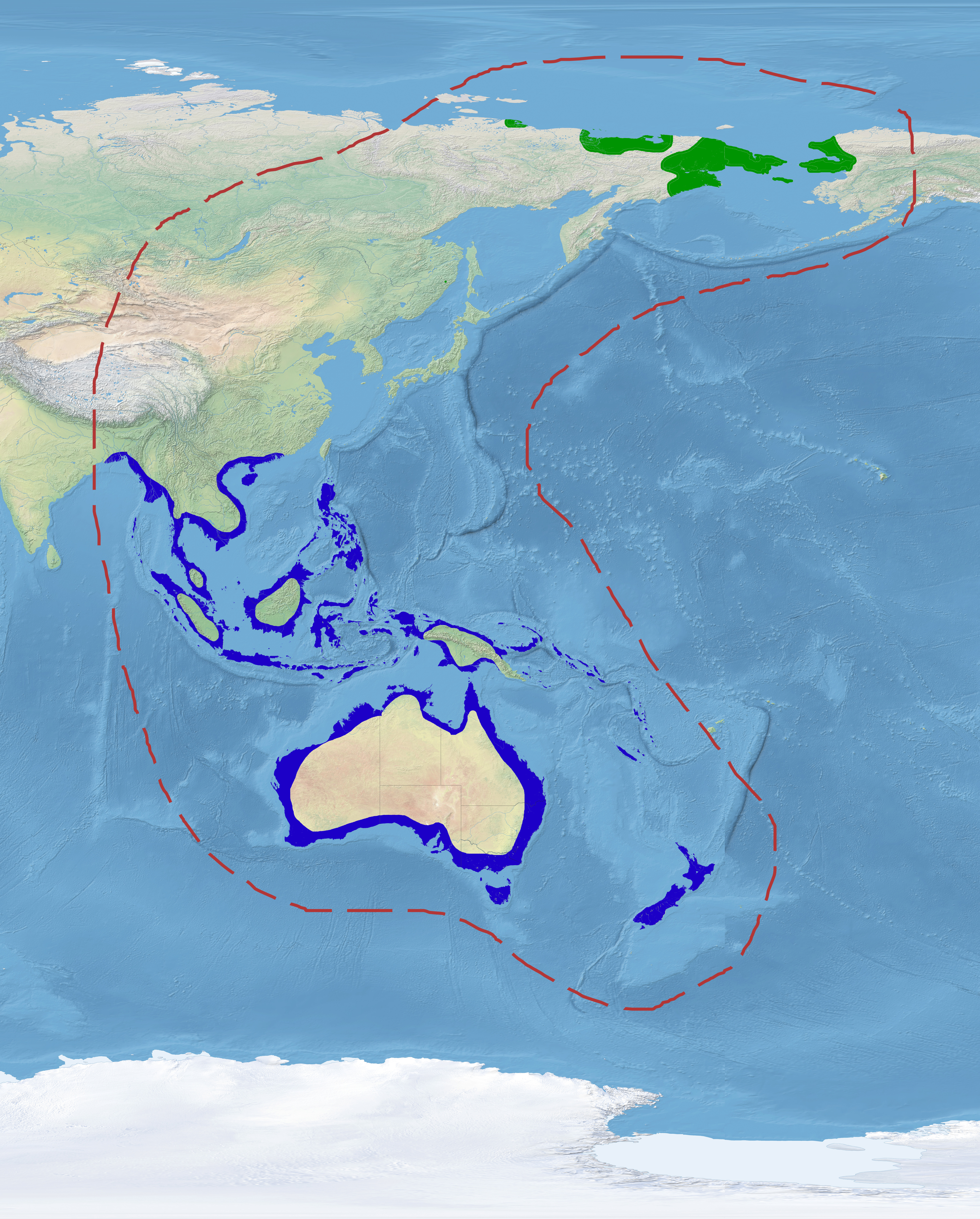
Verbreitungsgebiet des Rotkehlstrandläufers. (Das Brutgebiet ist grün eingezeichnet, die Überwinterungsgebiete blau.)

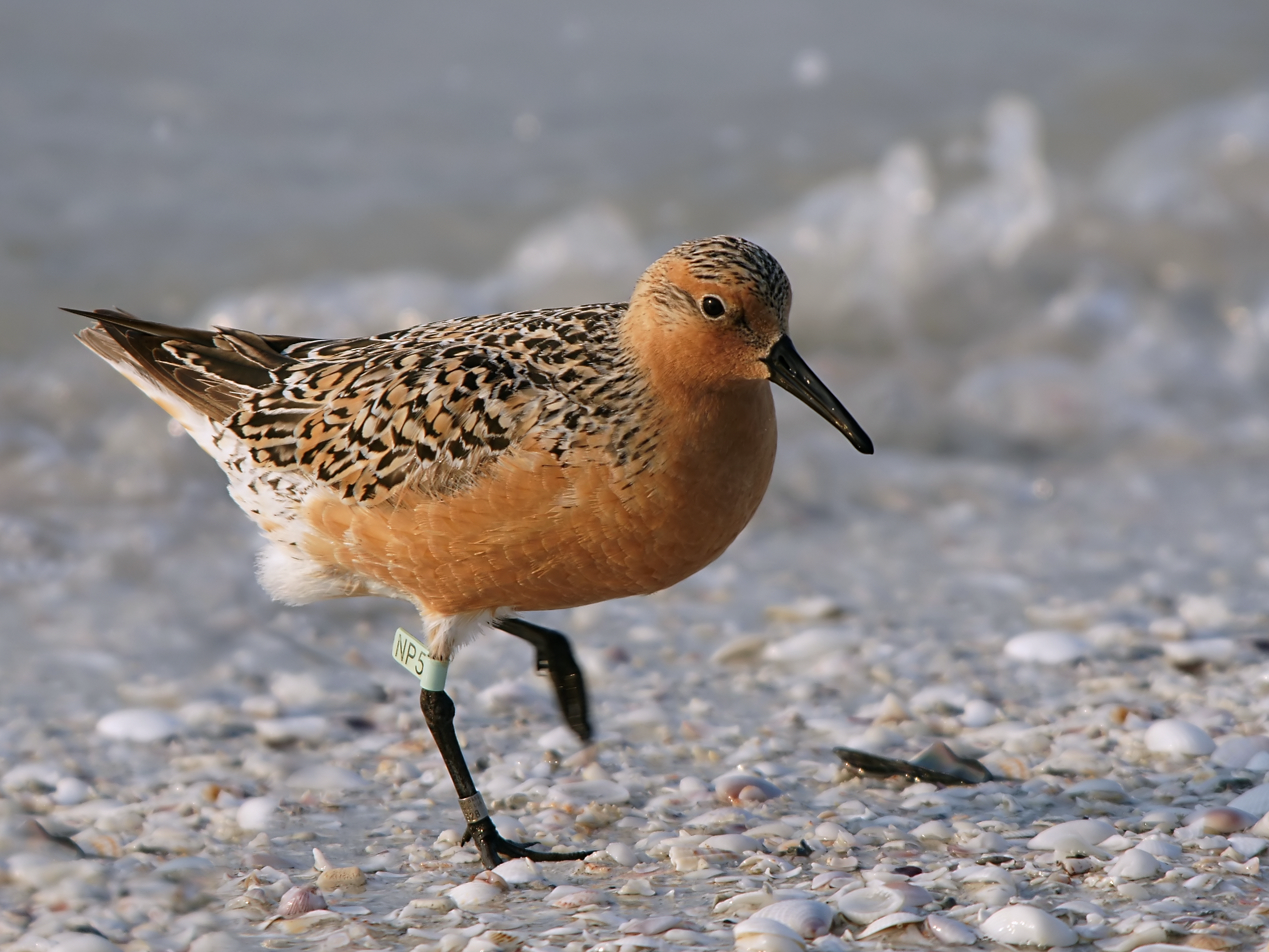
Knutt

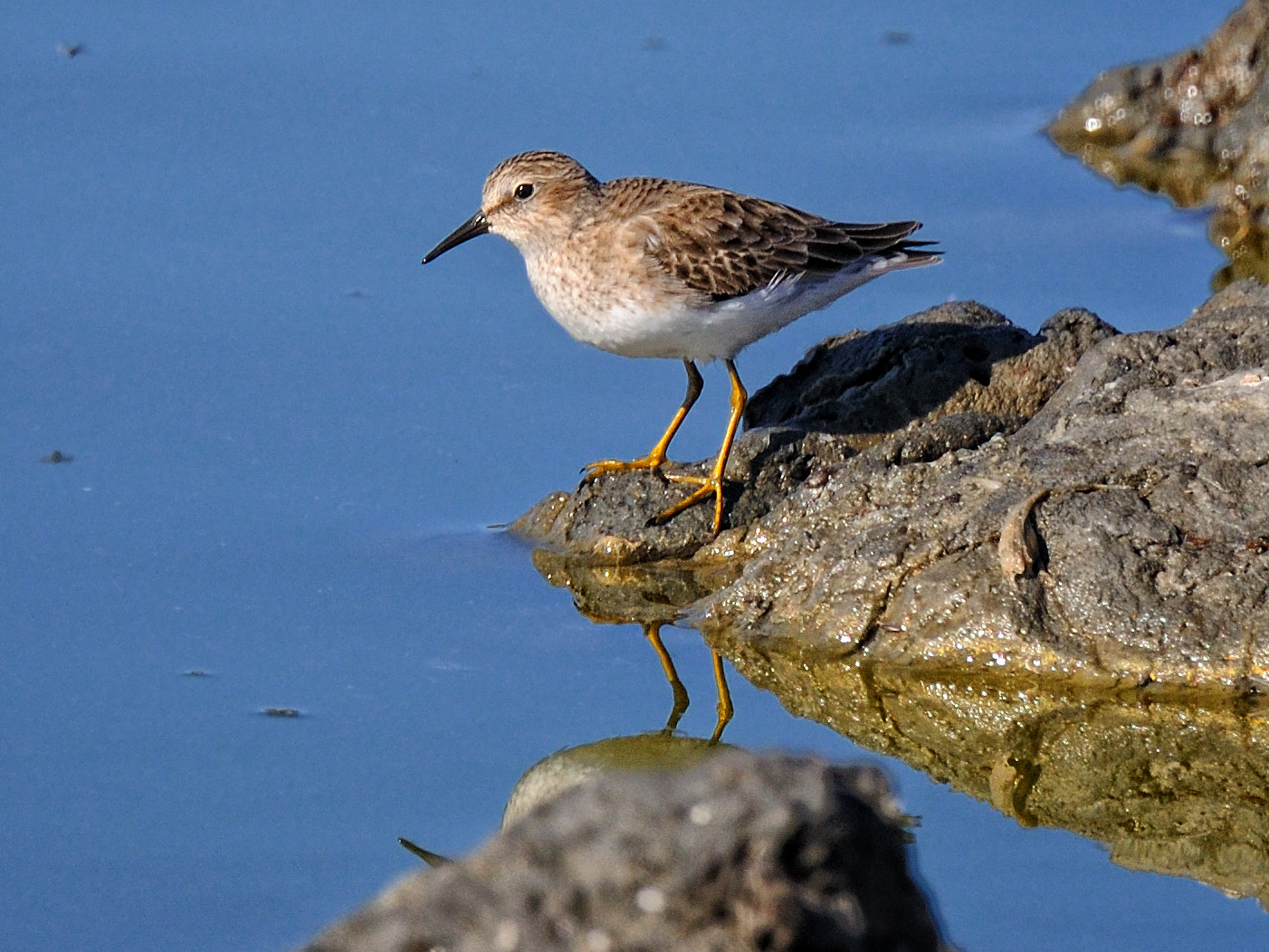
Wiesenstrandläufer im Schlichtkleid

Die Strandläufer (Calidris) sind eine Gattung innerhalb der Familie der Schnepfenvögel. Es handelt sich um kleine Regenpfeiferartige, die im Norden der Nordhalbkugel vorkommen. Eine große Zahl der Arten brütet in der Subarktis.
Der Volksmund bezeichnet die verschiedenen Arten mancherorts summarisch als „Meereslerchen“.
Zu den in Mitteleuropa regelmäßig zu beobachtenden Strandläufern zählen Knutt, Sichelstrandläufer, Zwergstrandläufer, Sanderling, Alpenstrandläufer und Meerstrandläufer.

## Erscheinungsbild
Die Strandläufer haben verhältnismäßig lange Flügel und Beine sowie kurze Schwanzfedern. Die Schnabelform ist in Anpassung an die jeweilige Nahrungsweise variabel. Einige Arten haben kurze und gerade Schnäbel, bei anderen Arten ist der Schnabel länger und häufig am Ende leicht nach unten gebogen. Besonders ausgeprägt ist diese Schnabelform beispielsweise beim Sichelstrandläufer. Die kleinste Art ist der Wiesenstrandläufer, der lediglich eine Körperlänge von 10 bis 12 Zentimetern erreicht. Er hat eine Flügelspannweite von 32 bis 35 Zentimetern und wiegt zwischen 16 und 25 Gramm. Die größte Art ist der Große Knutt, der eine Körperlänge zwischen 25 und 28 Zentimetern erreicht. Seine Flügelspannweite beträgt 60 bis 67 Zentimeter. Er wiegt zwischen 140 und 200 Gramm.
Das Federkleid ist typischerweise hell oder bräunlich. Bei vielen Arten ist der Kopf dunkelbraun gestrichelt, ein dunkler Augenstreif verläuft von der Schnabelbasis zum Auge und darüber verläuft ein hellerer Überaugenstreif. Die Federn auf der Körperoberseite sind breit gesäumt. Der Unterschied zwischen Prachtkleid und Schlichtkleid ist nicht sehr ausgeprägt. Bei vielen Arten fehlen im Schlichtkleid lediglich die rotbraunen Töne und die Vögel wirken insgesamt graubrauner.

## Verbreitungsgebiet
Strandläufer sind Brutvögel der Tundra und obligatorische Zugvögel. Sie nutzen den kurzen, aber nahrungsreichen Sommer im hohen Norden für ihre Fortpflanzung. Einige der Arten haben sehr lange Zugrouten. So zieht beispielsweise der Rotkehlstrandläufer aus seinen Brutgebieten an der Beringstraße bis nach Neuseeland. Manche Arten,  wie beispielsweise der Alpenstrandläufer, verbringen drei Viertel ihres Lebens auf dem Zug oder in den Überwinterungsgebieten. Sie sind häufig nur einige wenige Wochen in ihrem eigentlichen Brutgebiet und ziehen sofort nach dem Selbständigwerden der Jungen wieder in Rast- und Mauserquartiere außerhalb des Brutgebietes. Auf ihren langen Wanderungen gelangen sie dann mitunter auch in Gebiete weitab der normalen Zugrouten. So werden beispielsweise Graubrust-Strandläufer gelegentlich in Mitteleuropa beobachtet.

## Lebensweise
Strandläufer leben überwiegend von Insekten und deren Larven, die sie gewöhnlich von der Erd- oder Wasseroberfläche aufpicken. Einige Arten stochern regelmäßig nach Nahrung im feuchten Untergrund und einige fressen auch Samen.
Die Fortpflanzungsstrategien der Strandläufer sind sehr verschieden. Einige gehen eine monogame Saisonehe ein, bei der beide Elternvögel an der Brut und der Aufzucht der Jungvögel beteiligt sind. Bei anderen Arten sind die Männchen polygam und nur das Weibchen kümmert sich um den Nachwuchs. Das Nest ist meist nur eine flache Mulde, einige Arten legen diese Mulde mit Pflanzenmaterial aus. Die Gelege sind selten größer als vier Eier. Die Küken sind Nestflüchter, die in den ersten Lebenstagen aber gewöhnlich von einem der Elternvögel gehudert werden.

## Arten
Die folgenden Arten werden zur Gattung der Strandläufer gezählt:
- Sanderling (C. alba)
- Spitzschwanzstrandläufer (C. acuminata)
- Alpenstrandläufer (C. alpina)
- Bairdstrandläufer (C. bairdii)
- Knutt (C. canutus)
- Sumpfläufer (C. falcinellus)
- Sichelstrandläufer (C. ferruginea)
- Weißbürzel-Strandläufer (C. fuscicollis)
- Bindenstrandläufer (C. himantopus)
- Meerstrandläufer (C. maritima)
- Bergstrandläufer (C. mauri)
- Graubrust-Strandläufer (C. melanotos)
- Zwergstrandläufer (C. minuta)
- Wiesenstrandläufer (C. minutilla)
- Beringstrandläufer (C. ptilocnemis)
- Kampfläufer (C. pugnax)
- Sandstrandläufer (C. pusilla)
- Löffelstrandläufer (C. pygmaea)
- Rotkehlstrandläufer (C. ruficollis)
- Langzehenstrandläufer (C. subminuta)
- Grasläufer (C. subruficollis)
- Temminckstrandläufer (C. temminckii)
- Großer Knutt (C. tenuirostris)
- Gischtläufer (C. virgata)

## Belege

### Einzelbelege
1. ↑   Tony Burnand: Wild - Europäische Jagdtiere. Delphin Verlag, Stuttgart/Zürich 1967, S. 133.
2. ↑   Sale, S. 185
3. ↑   Sale, S. 184
4. ↑   Arnd Stiefel und Horst Scheufler: Der Alpenstrandläufer, Die Neue Brehm-Bücherei, A. Ziemsen Verlag, Wittenberg Lutherstadt 1989, ISBN 3-7403-0160-0, S. 107
5. ↑  Sandpipers, snipes, coursers in der  IOC World Bird List